# Dia de Vingança
"Day of Vengeance" ou "Dia de Vingança" é uma minissérie de quadrinhos em seis edições escrita por Bill Willingham, com arte de Justiniano e Walden Wong, publicada originalmente nos EUA em 2005 pela DC Comics. Uma edição especial, Day of Vengeance: Infinite Crisis Special 1, foi lançada em janeiro de 2006 e republicada no volume Infinite Crisis Companion de outubro de 2006 da DC.
Em português, a minissérie foi lançada no Brasil pela Editora Panini em seis edições, a partir de julho de 2006, reunida sob o título de Contagem Regressiva para Crise Infinita a outras três: Projeto OMAC, Vilões Unidos e Guerra Rann/Thanagar. A edição especial foi publicada como parte da revista DC Apresenta 2 em março de 2007.

## Antecedentes
Dia de Vingança é uma das quatro minisséries publicadas pela DC Comics que antecederam a Crise Infinita. Focada na participação do Espectro e de outros seres mágicos do Universo DC, em especial um grupo reunido às pressas e batizado de Pacto das Sombras. Além de seu próprio conteúdo, a minissérie é interligada a títulos como Justice Society of America 73–76 e Blood of the Demon 6, sendo considerada uma continuação das minisséries O Retorno do Herói e Lanterna Verde: Renascimento.
Como prólogos dessa história podemos citar um arco envolvendo Superman e Capitão Marvel em Action Comics 826, Adventures of Superman 639 e Superman (vol. 2) 216.

## Sinopse

### A sedução do Espectro
Jean Loring, ex-esposa de Eléktron e assassina de Sue Dibny, como mostrado em Crise de Identidade, é transformada em uma nova versão do vilão Eclipso por forças misteriosas e escapa de sua cela no Asilo Arkham rumo ao desconhecido.
Em paralelo, o Espectro é agora uma entidade vingativa e desorientada desde o retorno de Hal Jordan e se apresenta como a mão direita da vingança alegando cumprir os desígnios de Deus e em meio a esse desvario é convencido pela nova Eclipso a erradicar toda a magia existente convencendo o aturdido espírito de que só assim o mal será banido da criação.

### Pacto das Sombras
Após testemunhar a cruzada do Espectro contra as forças místicas, Magia convoca o Retalho para resgatá-la da Floresta de Nevoeiro e salvar-lhe a vida em razão do acesso de ira do Espírito da Vingança, que àquela altura já assassinara "uns setecentos feiticeiros treinados em combate" originalmente presentes à floresta para a realização de uma tertúlia anual onde os magos e demais seres afins compartilham encantamentos e esquecem suas desavenças. Entretido num combate feroz com outro feiticeiro, o Espectro ignora os "coadjuvantes" e estes buscam refúgio no Bar Oblívio, onde o seu proprietário, Jim Rook, ouve os comentários a respeito das ações do espírito insano. Colérica, Magia clama por um revide, porém ninguém faz coro à sua pregação, exceto o Detetive Chimp, que hipoteca o seu apoio.
Incrédulos, os frequentadores do bar resistem à ideia acreditando que os "poderosos do sobrenatural" evitarão a catástrofe, porém quando os presentes veem a figura de um  roedor que outrora fora o Vingador Fantasma, fica evidente a necessidade de os temerosos magos agirem, no que são concitados pelo símio sapiente. Ao final do encontro o bar é esvaziado e um quinteto de feiticeiros concorda em levar o combate até o Espectro antes que ele os destrua. A essa altura místicos de renome como o Senhor Destino (confinado em seu próprio elmo) e Madame Xanadu (que teve seus olhos incinerados) já haviam sido neutralizados. Por fim o Mago Shazam convoca o Capitão Marvel para o combate contra o Espectro num ardil para retardar a ação do fantasma até que o próprio Shazam estivesse em condições de enfrentá-lo.
Em meio aos preparativos para o embate o Pacto das Sombras descobre, mediante sondagens feitas por Magia, que o Espectro se encontra suscetível aos conselhos sibilinos de Eclipso. Cientes dessa circunstância os membros do grupo decidem empreender uma missão suicida: deter Eclipso e assim demover o Espectro de sua influência, ardil que deveria ser executado em paralelo ao combate sem trégua entre a vingança encarnada e o campeão de Shazam. Para obter sucesso em sua empreitada o grupo decidiu atacar Eclipso "com rapidez e brutalidade" usando força letal se preciso. Teleportados ao palco do conflito, os heróis contam com a colaboração de Magia que canaliza para o Capitão Marvel não apenas os seus poderes mas os dons de todo e qualquer portador de habilidades místicas dispostos a ajudar, sejam eles um mago com aparência murídea, o convalescente Blackbriar Thorn, heróis como Alan Scott e Zatanna ou cidadãos anônimos ao redor do globo. Simultaneamente, o Detetive Chimp e Sombra da Noite chegam a Dayton com o fito de recrutar a jovem Alice Sombria para o embate contra o Espectro, afinal ela possui a capacidade de roubar as habilidades mágicas de seus oponentes por um curto período de tempo, deixando-os depauperados e assim pronta para usar tais poderes do modo que melhor lhe aprouver. De volta ao campo de batalha o Demônio Azul usa o Tridente de Lúcifer e abate Eclipso enquanto um revigorado Capitão Marvel fustiga o Espectro.
Todavia a tensão causada pela canalização de tanto poder faz com que Magia sucumba ao lado ruim de sua personalidade, desse modo o poder extra empregado por Marvel se dissipa e Espectro e Eclipso fogem. Por fim o Demônio Azul golpeia Magia interrompendo-lhe o acesso de fúria e o grupo retorna ao Bar Oblívio onde o Capitão Marvel recobra as forças, mas não sem antes se confessar surpreso com o resultado do combate recém-encerrado.

### Plano de contingência
Encerrada a primeira investida e após colocarem Alice Sombria a par dos acontecimentos, o Pacto das Sombras elabora um novo curso de ação: eliminar (ou mesmo matar) o Espectro e neutralizar a ameaça de Eclipso antes que o primeiro realize seu intento de destruir toda a magia. Cientes da obsessão de seus algozes, o Pacto das Sombras os atrai para uma ilha na costa da Indonésia denominada "a terra das horas médias" a pretexto de empregar um arsenal místico oculto para derrotar seus inimigos. Logo que o dueto profano chega ao local os heróis usam sua arma secreta e conseguem usurpar os poderes do Espectro, todavia ao ser privado de sua essência ele foi reduzido a um aspecto intangível tornando-a imune a qualquer forma de ataque empreendida contra si. Sem nada a fazer ante a ameaça principal, os heróis logo neutralizam Eclipso graças a uma ação conjunta de Alice Sombria e Sombra da Noite que enviaram sua algoz ao espaço numa órbita perpétua em torno do sol, neutralizando assim os seus instintos malévolos.
De volta à Pedra da Eternidade o Capitão Marvel é informado por seu mentor que está pronto para combater o Espectro e assim acontece: com os poderes restaurados e livre de um novo ataque por parte de Alice Sombria, o espírito da vingança reverte o Capitão Marvel ao seu alter ego humano Billy Batson, impedindo assim qualquer ajuda a Shazam. De volta à sua forma humana o Vingador Fantasma permite que o Pacto das Sombras visualize o combate, porém a sanha destrutiva do Espectro o leva à vitória e a fragmentação da Pedra da Eternidade que se materializa sobre Gotham City após singrar as dimensões místicas.

### Conclusão
A destruição da Pedra da Eternidade libera inúmeros seres místicos pelo mundo, inclusive as formas vivas dos sete pecados capitais, antes presos em estátuas de pedra na sala do trono de Shazam. Outro artefato liberado foi o escaravelho do Besouro Azul original e que foi encontrado em El Paso, Texas, por Jaime Reyes, o novo representante dessa linhagem heróica. Quanto a Billy Batson este foi visto caindo em direção à cidade do Batman incapaz de lembrar a palavra que desencadeava a sua transformação, numa cena que remete a Crise Infinita 1. Quanto ao Pacto das Sombras este decidiu atuar como uma equipe permanente, à exceção de Alice Sombria que preferiu voltar para casa.

## Dia de Vingança Especial: A Nona era da Magia
No especial Crise Infinita: Dia de Vingança, Zatanna reúne um grupo de heróis mágicos como o Pacto das Sombras para reconstruir a Pedra da Eternidade e recuperar os sete pecados capitais. Enquanto isso, acima da Terra, Nabu luta contra o Espectro e é assassinado por ele. A gravidade dessa transgressão desperta a atenção da Presença, que em seguida vincula o espírito da vingança a um novo hospedeiro, como punição por seus atos.
Após a reconstrução da Rocha, é dito ao Capitão Marvel que ele deve permanecer no local para mantê-lo coeso e vigiar as forças lá encarceradas. Sombra da Noite é capturada por Félix Fausto sob as ordens da Sociedade. Pouco antes de morrar Nabu diz aos heróis que a Nona Era da Magia chegou ao fim e que a Décima Era começará em breve. Antes de montar guarda na Pedra da Eternidade sepultando-se no Rock, o Capitão Marvel lança o elmo de Nabu ao longe por sugestão do Detetive Chimp para que o acaso decida quem será o próximo Senhor Destino.

## Coletâneas
A série e as outras revistas interligadas foram compiladas no(s) encadernado(s):
- Day of Vengeance (coleta as histórias originais da Day of Vengeance 1-6, Action Comics 826, Adventures of Superman 639 e Superman 216, 224 páginas, novembro de 2005, ISBN 1-4012-0840-1).[13]

A edição especial ("one-shot") foi coletada em Infinite Crisis Companion (ISBN 1-4012-0922-X).

## Publicação no Brasil
As aventuras de Day of Vengeance foi traduzida e publicada no Brasil, pela editora Panini Comics, nas seis edições da minissérie "Contagem Regressiva Para Crise Infinita", de julho a dezembro de 2006 — 96 páginas, formato americano, colorido, lombada com grampos e preço de capa de R$ 8,90 (preço da época). Já a edição especial, Day of Vengeance: Infinite Crisis Special 1, acabou saindo na revista DC Apresenta 2 – Crise Infinita Especial em março de 2007 — 80 páginas, formato americano, colorido, lombada com grampos e preço de capa de R$ 6,50 (preço da época).
| Editora       | Revista                                     | Publicação               | Histórias originais                         | Páginas | Ref.  |
| ------------- | ------------------------------------------- | ------------------------ | ------------------------------------------- | ------- | ----- |
| Panini Comics | Contagem Regressiva Para Crise Infinita 1–6 | Julho — Dezembro de 2006 | Day of Vengeance 1–6                        | 96      |       |
| Panini Comics | DC Apresenta 2 – Crise Infinita Especial    | Março de 2007            | Day of Vengeance: Infinite Crisis Special 1 | 80      | [ 5 ] |